# Jesús Guzmán
Jesús Guzmán (Madrid, 15 de junho de 1926 – Madrid, 16 de outubro de 2023) foi um especialista em comunicólogo, ator e escritor de programas de televisão como El Informal Con Jesús Guzmán, El Pelón De Noche e Un Día En Peregrino. Como um ator de voz e locutor do México, foi a voz oficial de El Chavo, dobrando tanto El Chavo, La Serie Animada, a série animada, como em todas as outras aparições que o personagem tem.